# Protaetia chaminadei
Protaetia chaminadei är en skalbaggsart som beskrevs av Franz Antoine 1991. Protaetia chaminadei ingår i släktet Protaetia och familjen Cetoniidae. Inga underarter finns listade i Catalogue of Life.